# معركة بلوفديف
معركة بلوفديف كما تعرف بأسم معركة فيليبوبولس هي معركة فاصلة وقعت في 14-16 كانون الثاني عام 1878م، بين الدولة العثمانية والإمبراطورية الروسية، انتصر فيها جيش الإمبراطورية الروسية. وتعتبر هذه المعركة من المعارك الأخيرة في سلسلة الحروب بين العثمانيين والروس قبيل الحرب العالمية الأولى .
تحرك القائد الروسي الماريشال جوزيف فلاديمير وفيتش غيوركو بقواته قاصداً الجنوب الشرقي للقسطنطينية ، وفي الطريق حاصر قلعة في بلوفديف للعثمانيين بقيادة سليمان باشا ، وأستطاعت القوة الروسية أن تقتحم القلعة بعد حصار وقصف شديد وقتلوا أغلب الجنود الموجودين فيها وكذلك قتلوا الأسرى العثمانيين وأنسحب البقية إلى القسطنطينية ، في هذا الوقت تدخلت الدول الكبرى ووافقت روسيا على معاهدة سان ستيفانو .